# Francesc Colom Escoda
Francesc Colom Escoda (Reus, 1871 - segle XX) va ser un periodista català.
Hi ha escasses notícies de la seva vida, però es dedicà preferentment al periodisme. Afiliat a l'Associació Catalanista de Reus, va publicar a Les Circumstàncies, a La Veu del Camp i a Lo Somatent. D'aquest últim periòdic, n'era director el 1896, quan, en nom del diari, va fer un viatge a Galícia i va ser rebut pels nacionalistes gallecs amb tots els honors. La Revista Gallega li va fer una rebuda a tota pàgina, saludant-lo en català i en gallec acompanyada de signatures de suport, i li va oferir una corresponsalia de la revista a Catalunya. El 1897 va ser un dels firmants del Missatge al Rei dels Hel·lens en nom de Lo Somatent. Va col·laborar de forma constant en aquest periòdic, i quan ja no n'era director era el responsable de les gasetilles del diari. Al mateix periòdic va publicar abundants narracions de viatges per la Península Ibèrica i crítiques de la cartellera teatral local i barcelonina. El 1922 va ser un dels fundadors de l'Associació de la Premsa de Reus.